# ناحیه تومبالی
ناحیه تومبالی (به لاتین: Tombali Region) یک منطقهٔ مسکونی در گینه بیسائو است. ناحیه تومبالی ۳٬۷۳۶٫۵ کیلومتر مربع مساحت و ۹۴٬۹۳۹ نفر جمعیت دارد.